# 新改訂標準訳聖書
新改訂標準訳聖書（しんかいていひょうじゅんやくせいしょ、英語: New Revised Standard Version、略称：NRSV）は米国キリスト教会協議会が1989年に発行した英語訳聖書である。これは『改訂標準訳聖書』の改訂版で、それも『アメリカ標準訳聖書』（American Standard Version）の改訂版であった。

## 概要
新改訂標準訳聖書は個人用、礼拝用、研究用にひろく読まれるように編纂された聖書である。翻訳の全部は、プロテスタント用の正典だけでなく、カトリックおよび正教で使われている第二正典を含んでいる。出版は3つの書物になり、プロテスタント用（39の書物）、カトリック用（12の書物を追加）、共用聖書（Common Bible、さらに6つの書物を追加）がある。また、英国英語を使った版も発行されている。
この英訳には正教、カトリック、プロテスタント教会の代表者だけでなく、ユダヤ教の代表者も参加した。
キリスト教の保守派（米国聖公会、ルーテル教会、長老教会など）を中心にアメリカ合衆国で多く使用されていて、21世紀に入っても、広く使われている英語訳聖書である。

## 翻訳の原則
翻訳の原則として、二つ挙げられる。ひとつは、改訂標準訳聖書は「死海文書」が発見される以前のものであり、新改訂標準訳聖書ではこうした原文の研究に関して最新の情報を入れている。もうひとつは、原文の意味を曲げない限り、性的表現は男性中心の表現を避けて、中立的な表現にした。

## 子供用聖書
最も広く使われている聖書版のひとつとしてさまざまな用途の書籍が発行されてきて、NRSV版『子供用聖書』（Children's Bible）も作られている。これは英語文章はNRSV版聖書そのままで、カラー図版をそここのに挿入して、巻末に用語の説明を行ない読みやすくしている。また本文中に人名・地名などの固有名詞の発音を示して、礼拝あるいはグループでの購読に対応している。

## 参照項目
- 新改訂標準版聖書カトリック版（New Revised Standard Version Catholic Edition）
- 言語別聖書の一覧